# The Chance of a Lifetime (1943)
The Chance of a Lifetime é um filme de drama policial estadunidense dirigido por William Castle e estrelado por Chester Morris, Erik Rolf e Jeanne Bates. Foi lançado em 26 de outubro de 1943 pela Columbia Pictures.

## Elenco
- Chester Morris como Boston Blackie
- Erik Rolf como Dooley Watson
- Jeanne Bates como Mary Watson
- Richard Lane como Inspetor John Farraday
- George E. Stone como The Runt
- Lloyd Corrigan como Arthur Manleder

Sem créditos:
- Arthur Hunnicutt como Elwood "Tex" Stewart
- Pierre Watkin como Governador Rutledge
- Douglas Fowley como "Nails" Blanton
- Sid Melton como "Sunny" Hines
- Walter Sande como Detetive Mathews
- Harry Semels como Jerome "Egypt" Hines
- Ray Teal como Joe, policial
- Marie De Becker como Miss Bailey
- Minta Durfee[5]